# Ngarinyin
Ngarinyin är ett australiskt språk som talades av 82 personer år 1981. Ngarinyin talas i norra delen av Western Australia. Ngarinyin tillhör den wororanska språkfamiljen.